# Honda CR-V
Honda CR-V — компактний кросовер, що випускається компанією Honda з 1995 року. Абревіатура CR-V для європейських ринків розшифровується як Compact Recreational Vehicle, що в перекладі з англ. означає «компактний автомобіль для відпочинку» (на природі). Для Японії - Comfortable Runabout Vehicle.
Виробництво CR-V для міжнародних ринків почалося в місті Саяма (Японія) і Суїндон (Велика Британія). У 2007 році до них додався північноамериканський завод в Іст Ліберті, Огайо, в 2007 завод в мексиканському Ель Сальто, а в 2012 - в канадській провінції Онтаріо. Також CR-V проводиться в Китаї, на потужностях спільного підприємства Dongfeng Honda Automobile Company - автомобілі призначені для внутрішнього китайського ринку.
У модельному ряду Honda CR-V розташувався між компактним Honda HR-V і повнорозмірним Honda Pilot. В даний час Honda CR-V продається в США, Канаді, Україні, Європі, Малайзії, Індонезії, Японії, Китаї і країнах Латинської Америки.

## Перше покоління (1996-2001)

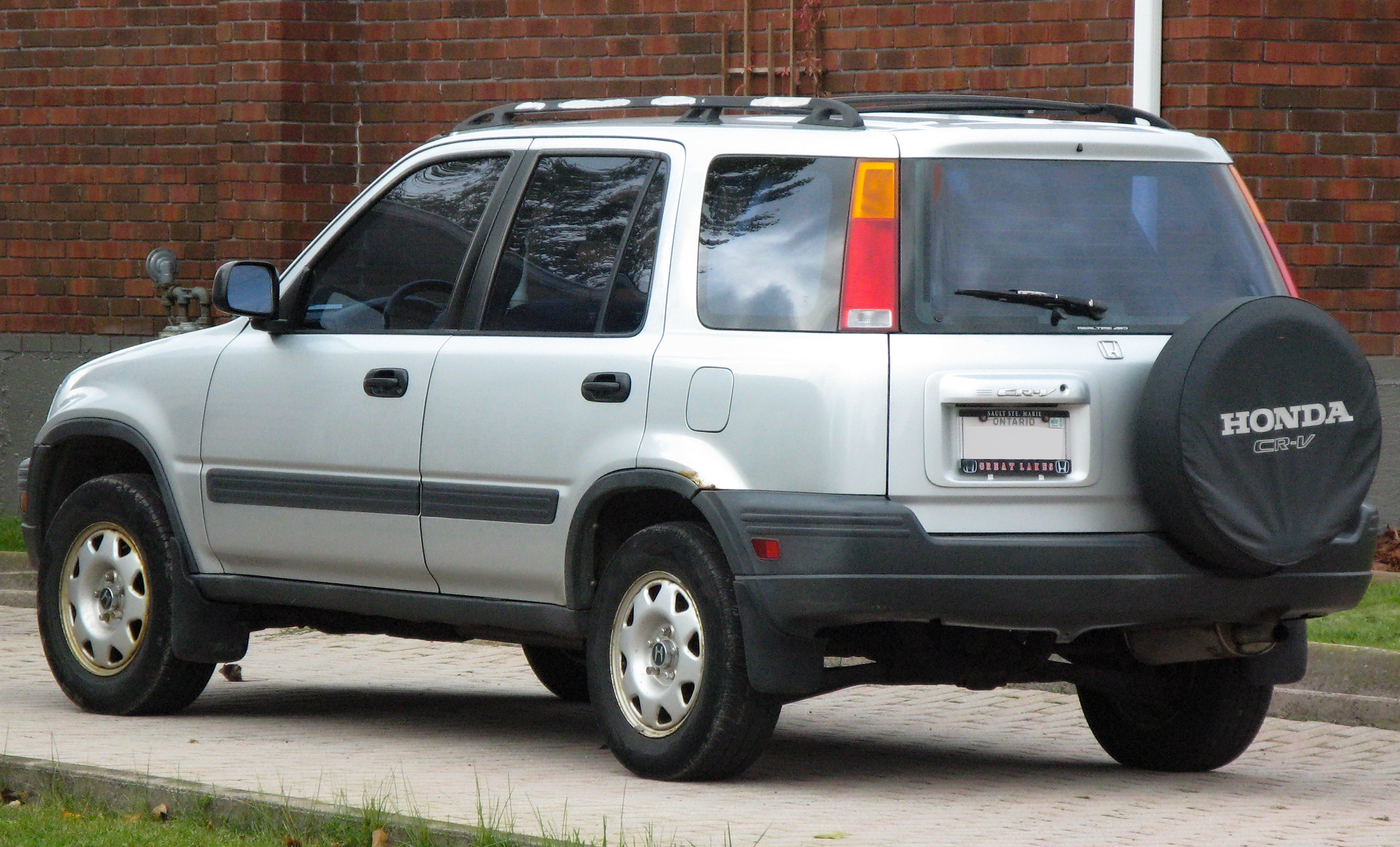
Honda CR-V (1996-1999)

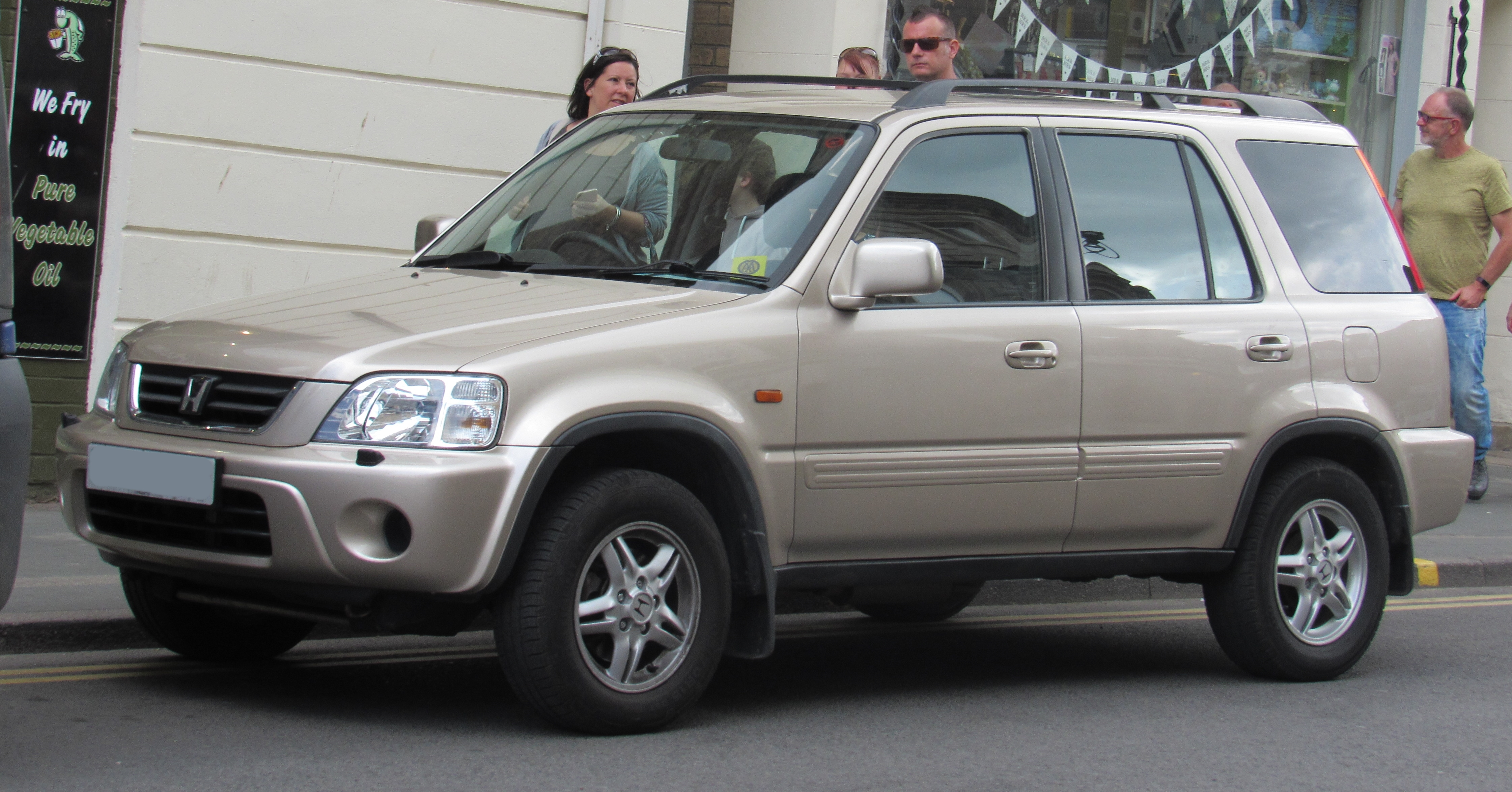
Honda CR-V (1999-2001)

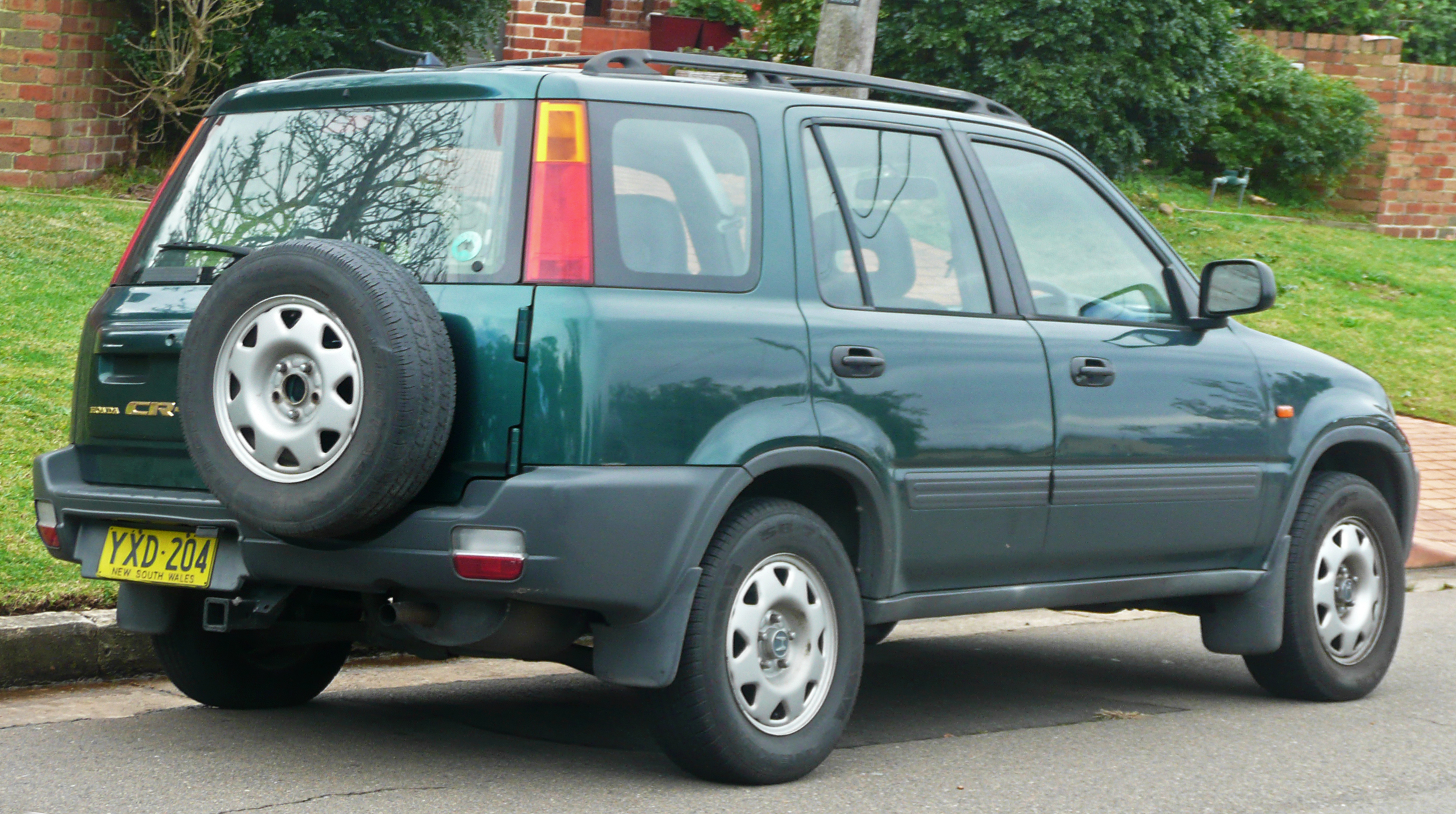
Honda CR-V (1999-2001)

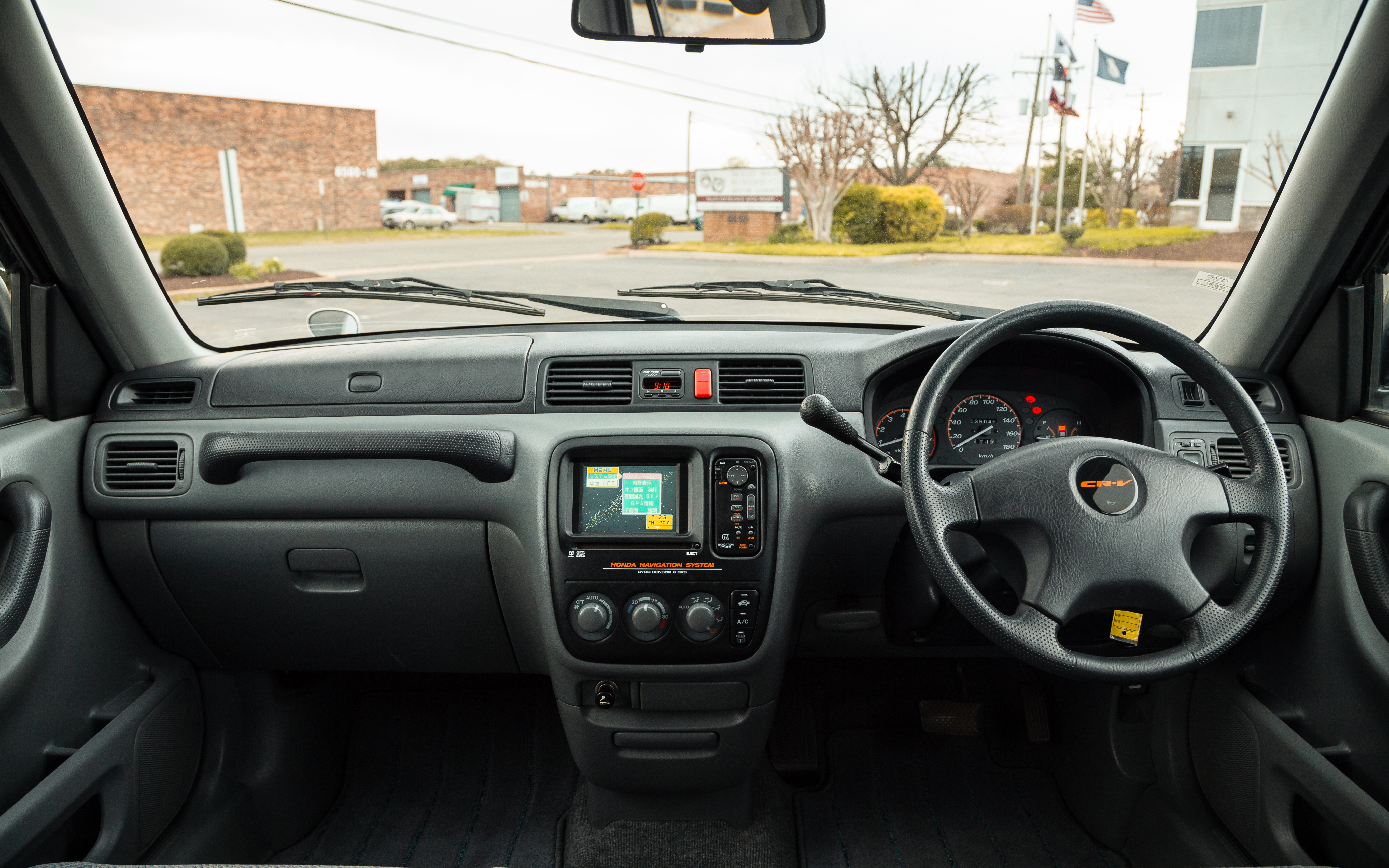

Вперше Honda CR-V з'явилася в Японії в 1995 році - це перший кросовер японської компанії власної розробки. Через рік творці показали північноамериканську версію автомобіля на мотор-шоу в Чикаго. Автомобіль базується на платформі седана Civic п'ятого покоління. Привід - передній або опціональний повний що підключається (4WD Real Time), з гідравлічною муфтою в задній осі, двома гідронасосами і роздавальною коробкою (DPS). Спочатку вона оснащувалася 128-сильним 2,0 літровим мотором 180 Нм.
З 1999 по 2001 Honda провела рестайлінг першого покоління CR-V. Причиною стали скарги на слабкий для 1500-кілограмового автомобіля двигун. В результаті, залишивши зовнішність кросовера без зміни, Honda замінила B20B на B20Z: 147 к.с. при 6200 об/хв і 180 Нм крутного моменту при 4500 об/хв. Двигун об'ємом 2.0 літра отримав вищу ступінь стиснення, новий впускний колектор і збільшений підйом випускного клапана. Показники економічності (14 л/ 100 км у міському режимі і 12 л/ 100 км в заміському) і ціна (на північноамериканському ринку) залишилися без змін.
Найбільш популярним кросовер Honda CR-V першого покоління став у США - з 1999 по 2001 рік там купили понад 357 000 машин.

### Двигуни
| 2.0 16V  | B20B | 1973 | I4 | 126/5200 | 182/4200 | 10,5 | 174 |
| 2.0 16V< | B20Z | 1973 | I4 | 147/6300 | 182/4500 | 10,5 | 177 |

### Моделі
| Модель | Код моделі | Роки випуску | Об'єм | Потужність кВт (к.с.) | Код двигуна |
| ------ | ---------- | ------------ | ----- | --------------------- | ----------- |
| RVi-N  | RD1        | 1999–2001    | 2,0 l | 108 (146)             | B20Z3       |
| RVi-N  | RD3        | 2000–2001    | 2,0 l | 108 (146)             | B20Z3       |
| RVi    | RD1        | 1996–1998    | 2,0 l | 94 (128)              | B20B3       |
| RVi    | RD1        | 1999–2001    | 2,0 l | 108 (146)             | B20Z1       |
| RVi    | RD3        | 2000–2001    | 2,0 l | 108 (146)             | B20Z1       |
| RVSi-N | RD1        | 1999–2001    | 2,0 l | 108 (146)             | B20Z3       |
| RVSi-N | RD3        | 2000–2001    | 2,0 l | 108 (146)             | B20Z3       |
| RVSi   | RD1        | 1996–1998    | 2,0 l | 94 (128)              | B20B3       |
| RVSi   | RD1        | 1999–2001    | 2,0 l | 108 (146)             | B20Z1       |
| RVSi   | RD3        | 2000–2001    | 2,0 l | 108 (146)             | B20Z1       |

## Друге покоління (2001-2006)

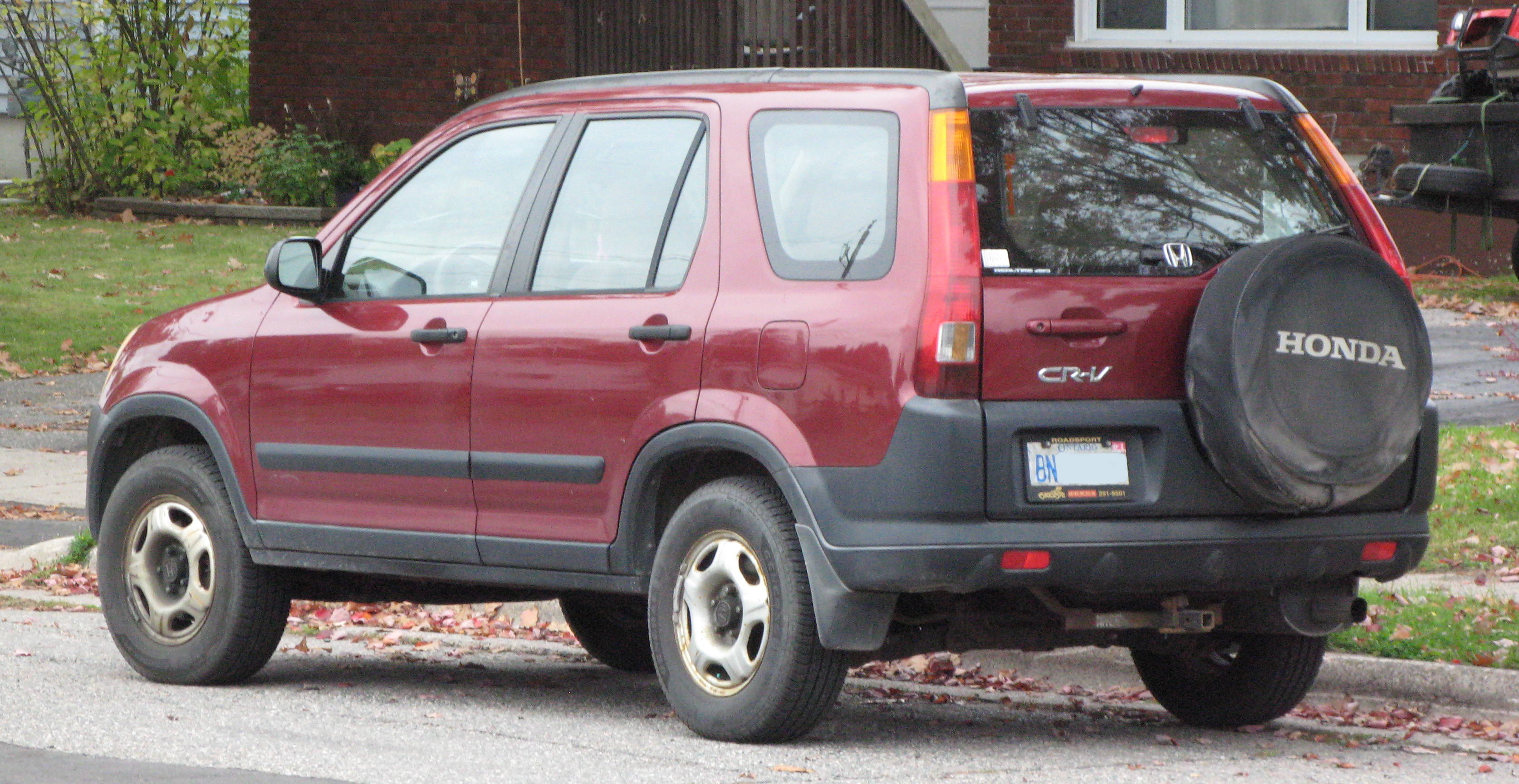
Honda CR-V (2001-2005)

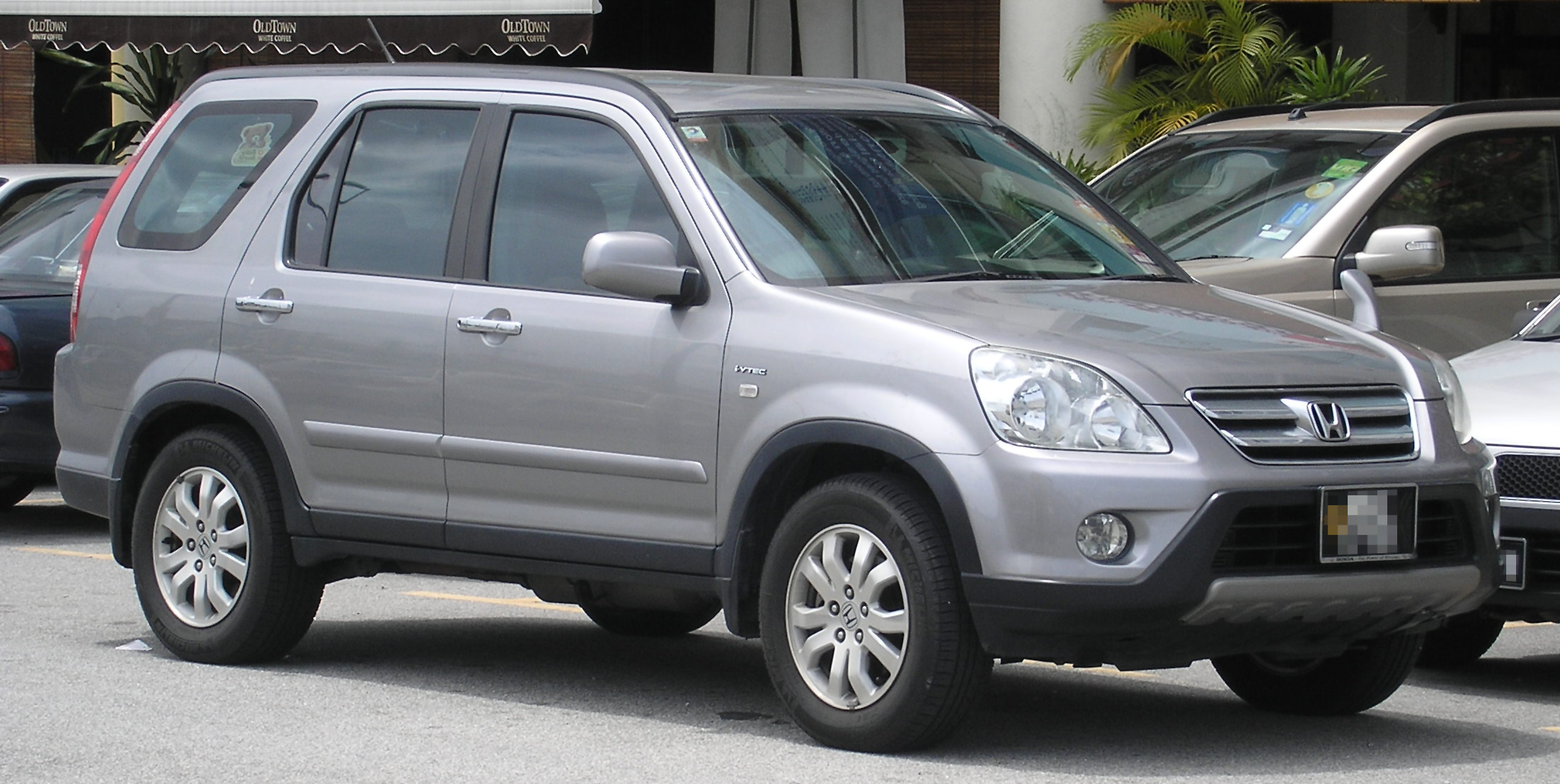
Honda CR-V (2005-2006)

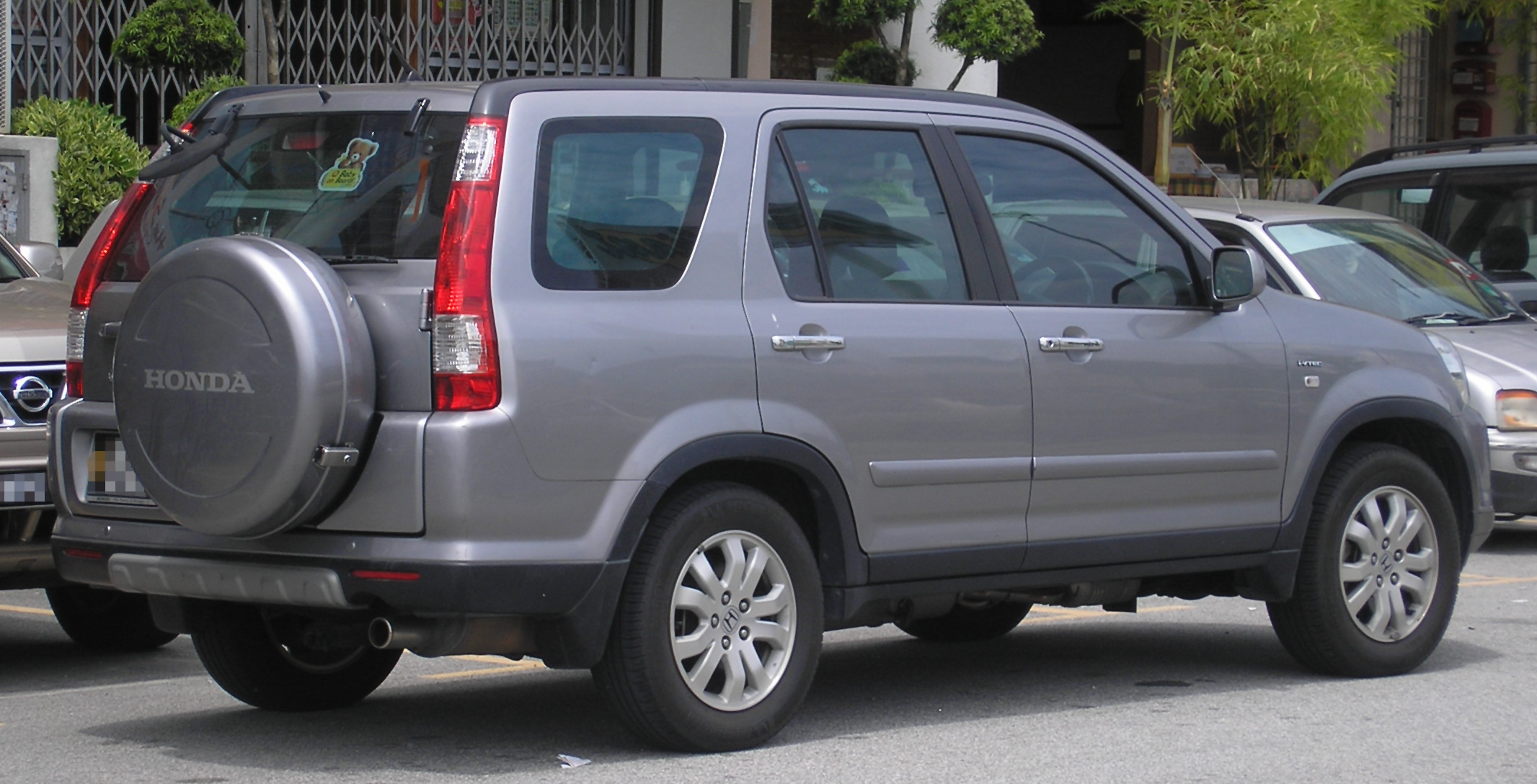
Honda CR-V (2005-2006)

Друге покоління CR-V (код шасі RD4-RD7) надійшло в продаж в 2002 році і вперше в історії моделі отримало двигун K24A1 об'ємом 2,4 літра потужністю 163 к.с., обертовим моментом — 220 Нм. Правда, пропонувався він тільки для американського ринку — інші оснащалися 2,0-літровим, до якого незабаром приєднався 2,2 літровий турбодизель (140 к.с. і 340 Нм). Були доступні варіанти з приводом на передню або на обидві осі (схема не змінилася). На північноамериканському ринку з 2002 по 2006 рік реалізували без малого 760 000 кросоверів.
У 2005 році вийшла перероблена версія Honda CR-V другого покоління. Вона отримала 16-дюймові диски, нові задні ліхтарі і головну оптику, і нову решітку радіатора. Незначно змінилася форма переднього бампера, в який встановлюються не прямокутні, а круглі протитуманні фари. У комплектації EX з'явилися кнопки управління аудіосистемою на кермі, датчик зовнішньої температури, підготовка для XM Satellite Radio. З метою поліпшення оглядовості у всіх моделях CR-V змінилися підголовники задніх сидінь. Головні технічні зміни - електронний дросель, поліпшена система повного приводу і 5-ступінчаста автоматична трансмісія. У список оснащення автомобілів 2005 модельного року для США і Канади входили ABS, система розподілу гальмівних зусиль, антипробуксовочна система, динамічна система стабілізації VSA, бічні подушки безпеки і датчики перекидання.
Виробництвом кросовера займалися заводи в Японії, Великій Британії, Китаї, Тайвані та Філіппінах. З 1995-го по 2006-й у світі продали майже 2,5 млн машин.

### Двигуни
| Модель     | Код двигуна | Циліндри  | Об'єм     | Потужність                       | Крутний момент        | Vмакс      | Розгін, 0–100 км/год | Привід    | Роки випуску    |
| Бензинові  | Бензинові   | Бензинові | Бензинові | Бензинові                        | Бензинові             | Бензинові  | Бензинові            | Бензинові | Бензинові       |
| ---------- | ----------- | --------- | --------- | -------------------------------- | --------------------- | ---------- | -------------------- | --------- | --------------- |
| 2.0i       | K20A4       | 4         | 1998 см³  | 110 kW (150 к.с.) при 6200 об/хв | 192 Нм при 4200 об/хв | 190 км/год | 10,2 с               | 4WD       | 03/2002–12/2006 |
| 2.4i       | K24A        | 4         | 2354 см³  | 120 kW (163 к.с.) при 6200 об/хв | 220 Нм при 4200 об/хв | 190 км/год | 11,0 с               | 4WD       |                 |
| Дизельний  |             |           |           |                                  |                       |            |                      |           |                 |
| 2.2 i-CTDi | N22A        | 4         | 2204 см³  | 103 kW (140 к.с.) при 4000 об/хв | 340 Нм при 2000 об/хв | 187 км/год | 10,6 с               | 4WD       | 10/2004–12/2006 |

## Третє покоління (2006-2011)

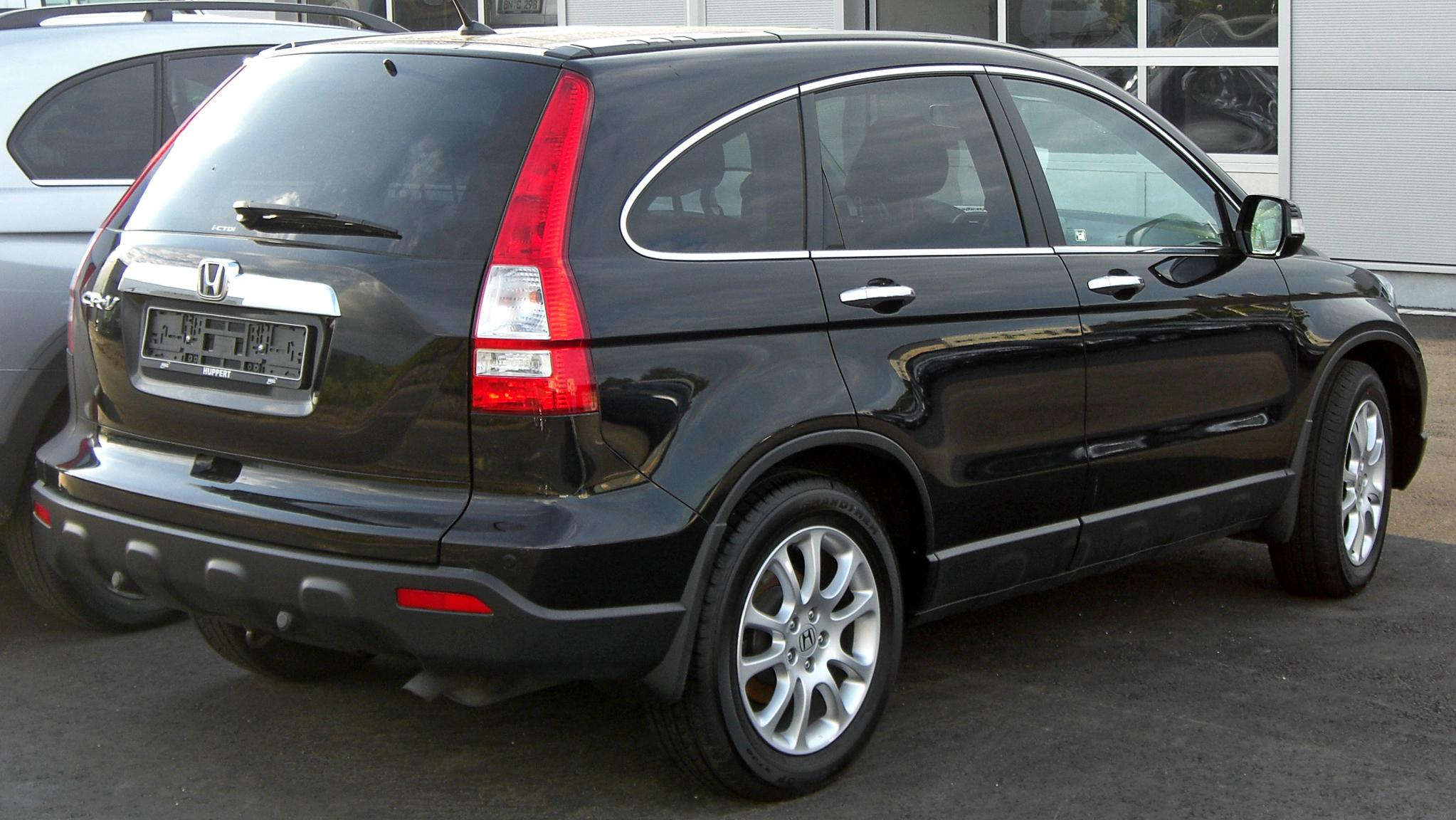
Honda CR-V (2006-2010)

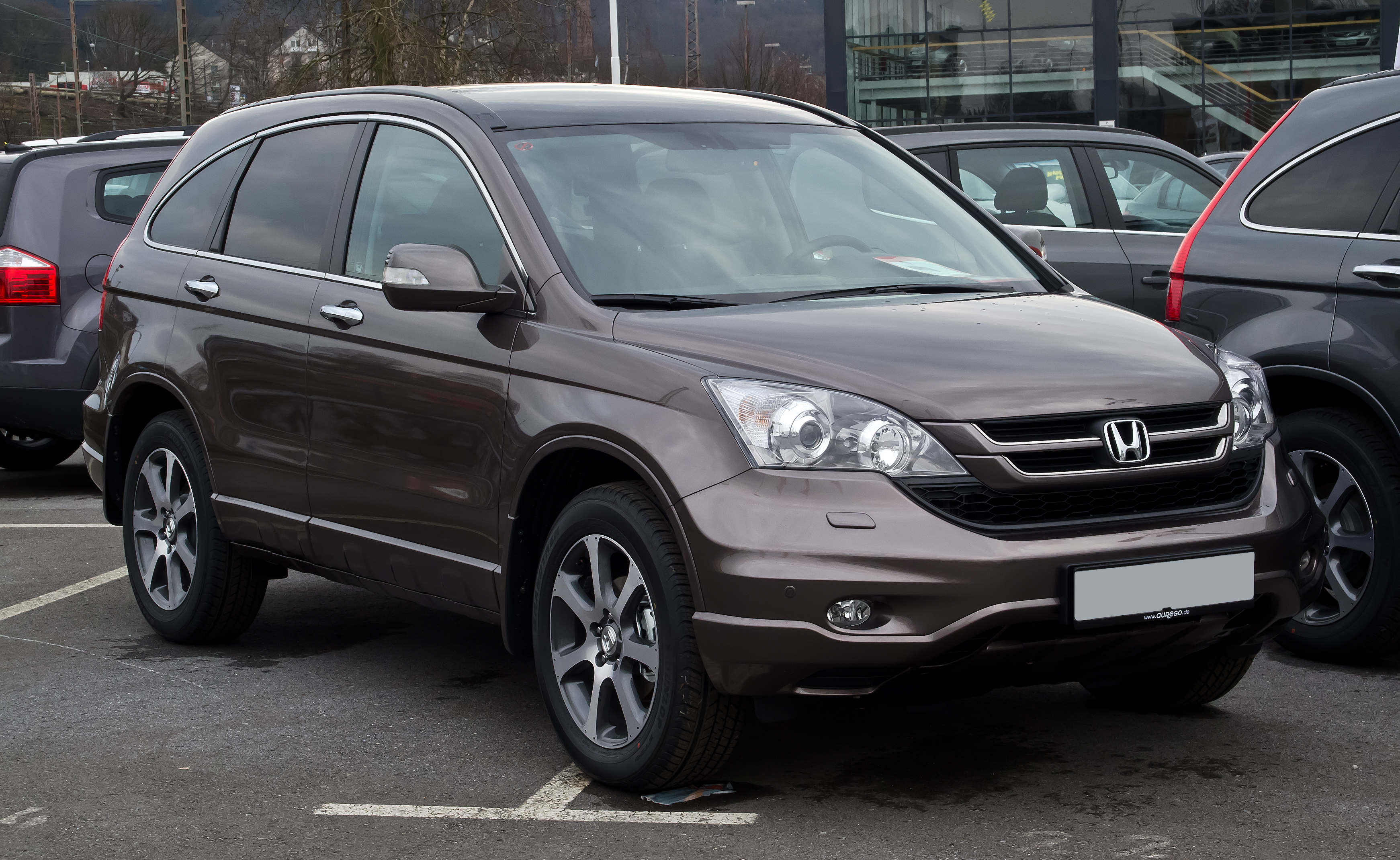
Honda CR-V (2010-2012)

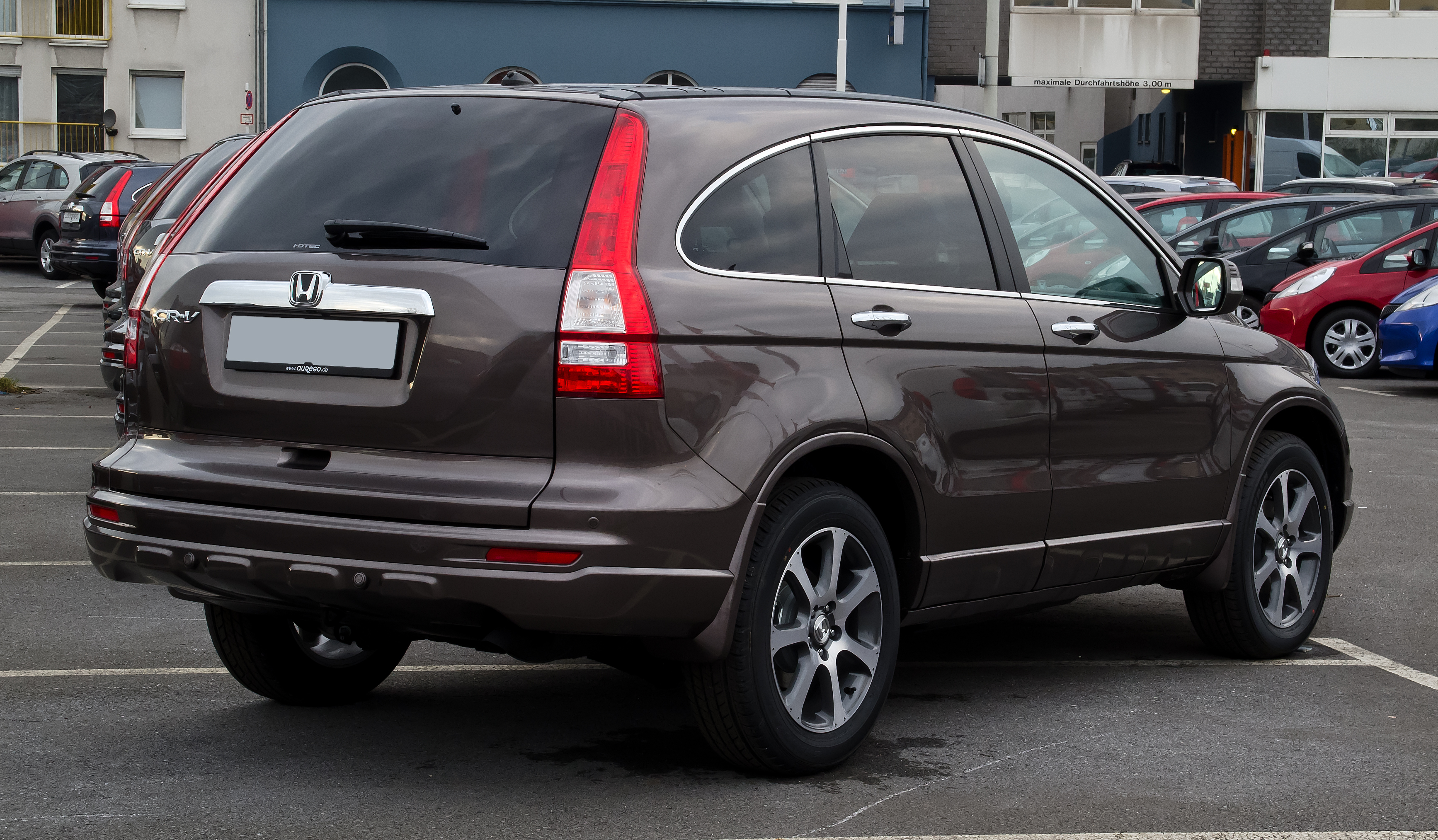
Honda CR-V (2010-2012)

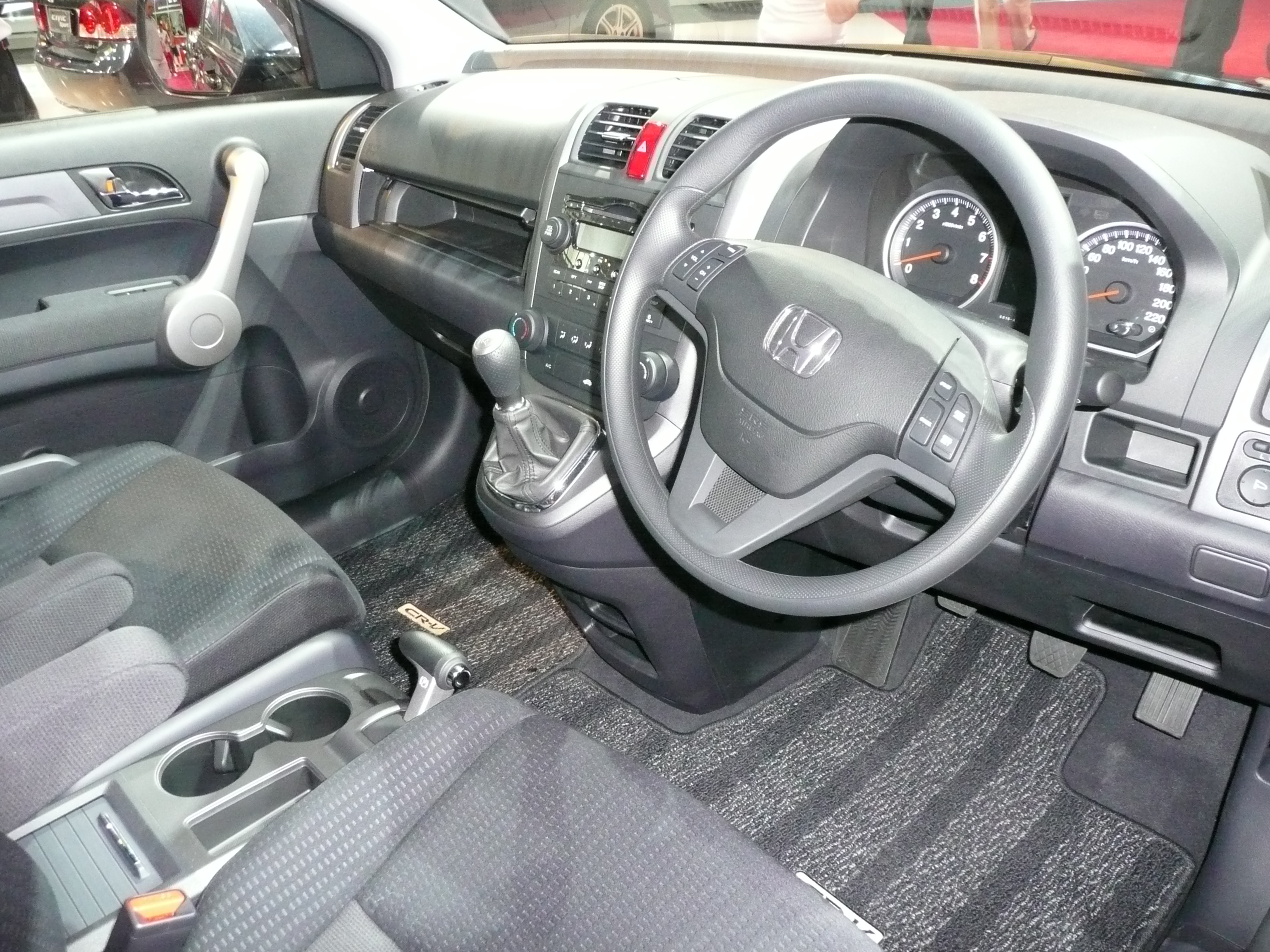
Салон Honda CR-V 3

Третє покоління Honda CR-V вийшло на ринок в кінці 2006 року. Схеми підвісок не змінилися, але інженери перенастроювали їх, що повинно було зменшити клювки при гальмуванні. Японці встановили пом'якші сайлент-блоки, а задній стабілізатор поперечної стійкості додав у діаметрі один міліметр (разом - 19 мм). Кузов - абсолютно новий. У просторовій рамі використано більше високоміцної сталі, що підвищило жорсткість на кручення на 85%. Найпотужнішим двигуном оснащувався американський варіант CR-V - Р4 2.4 л 166 к.с. і 220 Нм. З ним агрегатувався тільки новий п'ятидіапазонний «автомат». У Європі ж клієнтам запропонували модифікації з мотором 2.0 л i-VTEC (150 к.с. і 190 Нм, «механіка» або «автомат») і турбодизелем 2.2 л (140 к.с., 340 Нм, механічна коробка передач). Машина третьої генерації була популярнішою за своїх попередників, що спричинило за собою налагодження випуску на додаткових підприємствах в США, Індонезії, Мексиці, В'єтнамі і Таїланді. Традиційно найважливішим ринком стали США - з 2007 по 2010 рік там купили 811 367 кросоверів.
Рестайлінгова версія Honda CR-V третього покоління отримала ряд стилістичних, технічних і опціональних змін. Стилістичні зміни торкнулися переднього і заднього бампера, решітки радіатора і ліхтарів. У стандартне оснащення деяких комплектацій увійшли 17-дюймові колісні диски, USB-вхід і Bluetooth. Віддача двигуна збільшилася до 180 к.с., а витрата палива знизилася і для передньопривідної, і для повнопривідної версії.
Європейська версія рестайлінгового кросовера отримала ряд опцій, недоступних на ринках Японії, Північної Америки та Азії. Серед них була ксенонова головна оптика, 18- і 19-дюймові колісні диски, навігаційна система з GPS і DVD, аудіосистема преміум-класу з USB-входом, панорамний дах і хромовані дверні ручки. 2.2-літровий дизельний двигун i-CTDI N22A замінили на 150-сильний i-DTEC N22B, що відповідає нормам «Євро-5».

### Двигуни
| Модель     | Код двигуна | Циліндри  | Об'єм     | Потужність                       | Крутний момент             | Vмакс      | Розгін, 0–100 км/год | Привід    | Роки випуску |
| Бензинові  | Бензинові   | Бензинові | Бензинові | Бензинові                        | Бензинові                  | Бензинові  | Бензинові            | Бензинові | Бензинові    |
| ---------- | ----------- | --------- | --------- | -------------------------------- | -------------------------- | ---------- | -------------------- | --------- | ------------ |
| 2.0i       | R20A        | 4         | 1997 см³  | 110 kW (150 к.с.) при 6200 об/хв | 192 Нм при 4200 об/хв      | 190 км/год | 10,2 с               | 4WD       | 2006–2012    |
| 2.4i       | K24Z        | 4         | 2354 см³  | 122 kW (166 к.с.) при 6200 об/хв | 220 Нм при 4200 об/хв      | 190 км/год | 11,0 с               | 4WD       | 2006–2012    |
| 2.4i       | K24Z6       | 4         | 2354 см³  | 132 kW (180 к.с.) при 6800 об/хв | 220 Нм при 4400 об/хв      | 200 км/год | 10,7 с               | 4WD       | 2010–2012    |
| Дизельні   |             |           |           |                                  |                            |            |                      |           |              |
| 2.2 i-CTDi | N22A        | 4         | 2204 см³  | 103 kW (140 к.с.) при 4000 об/хв | 340 Нм при 2000 об/хв      | 187 км/год | 10,3 с               | 4WD       | 2006–2009    |
| 2.2 i-DTEC | N22B        | 4         | 2199 см³  | 110 kW (150 к.с.) при 4000 об/хв | 350 Нм при 2000-2750 об/хв | 190 км/год | 9,6 с                | 4WD       | 2010–2012    |

## Четверте покоління (2012-2016)

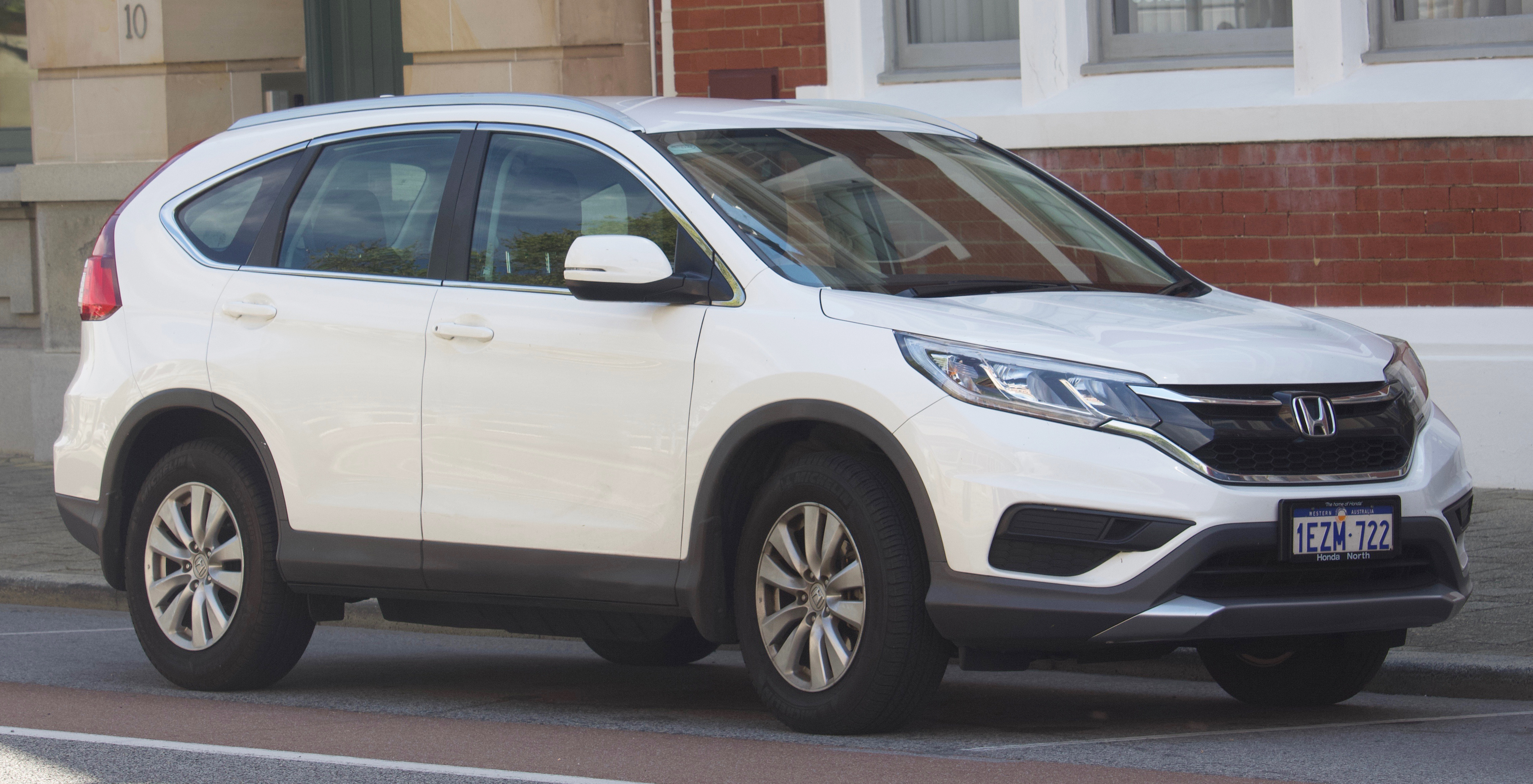
Honda CR-V 4 (2015-2016)

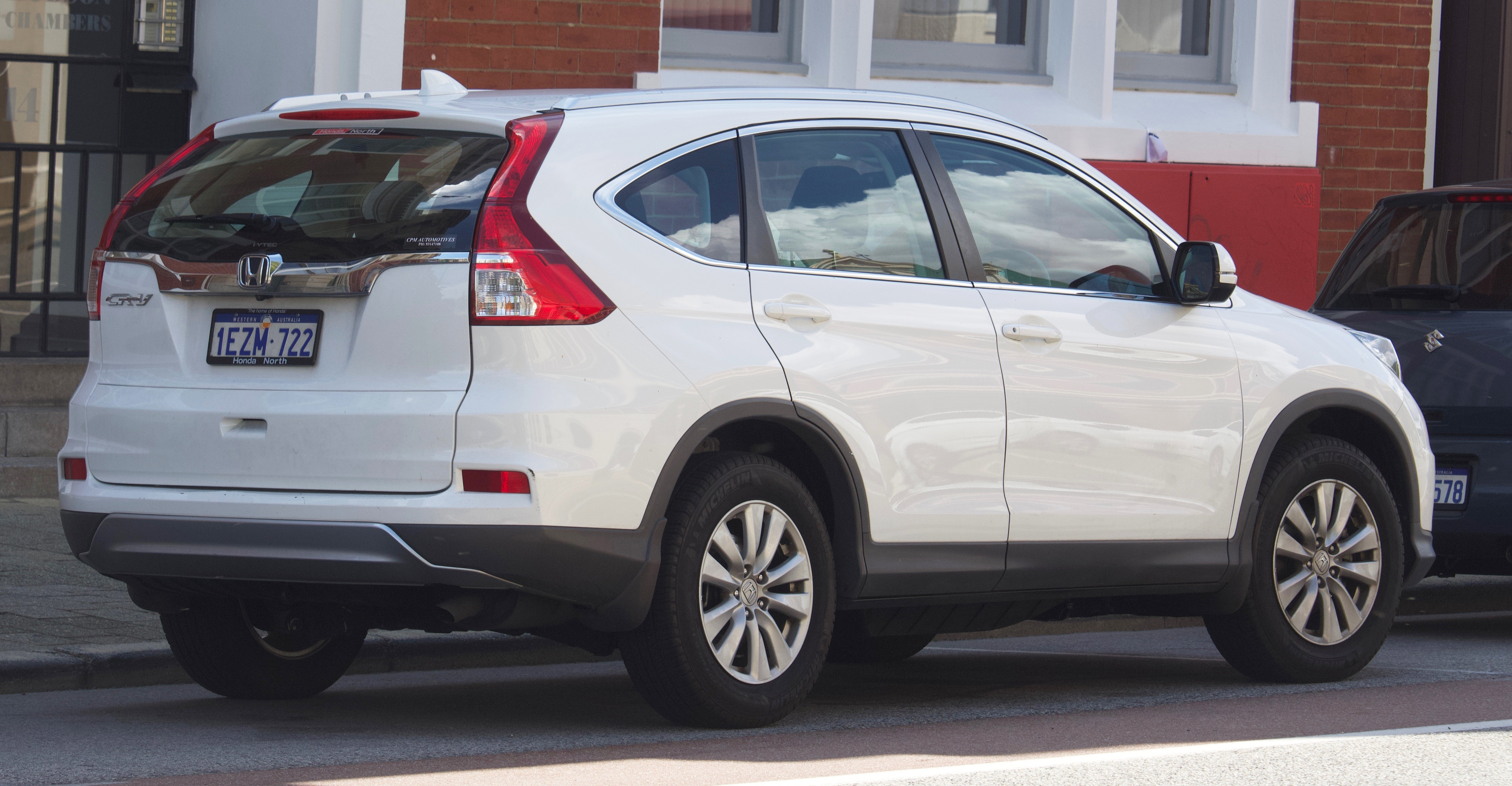

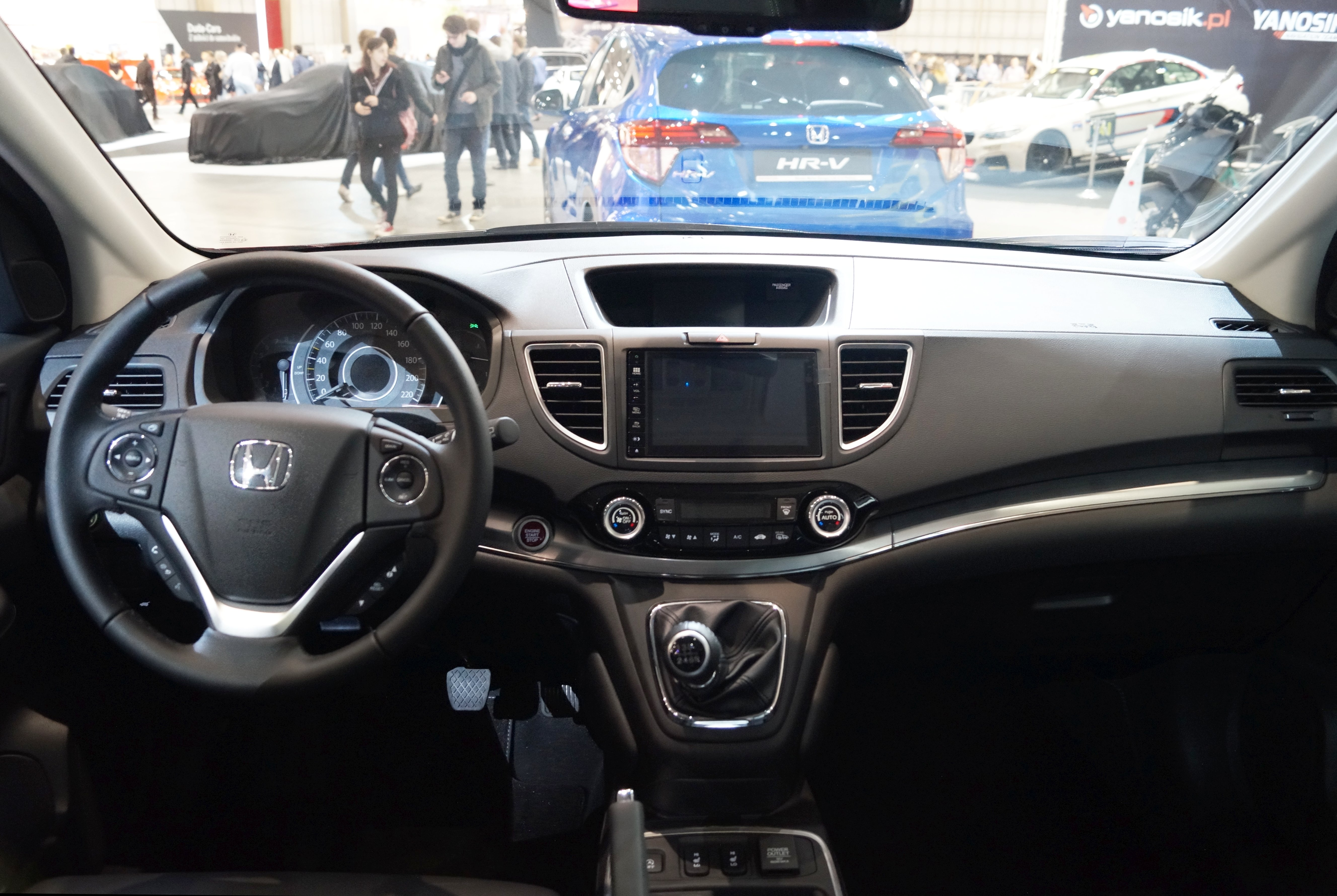
Салон Honda CR-V 4

В 2012 році представлено Honda CR-V четвертого покоління. Автомобіль став більший по габаритах. Передня вісь як і раніше комплектується стійками McPherson. Але встановлені пружини і амортизатори з більш комфортабельними характеристиками, посилений підрамник, збільшений кут кастера і перенастроєна геометрія для того, щоб в поворотах внутрішнє колесо залишалося у вертикальному положенні для кращого зчеплення з дорогою. Задня підвіска замість подвійних поперечних важелів оснащена компактною багаторичажкою (по три важелі на колесо).
Для ринку США автомобіль отримав атмосферну алюмінієву «четвірку» з новим індексом K24Z7 робочим об'ємом 2354 см³ з механізмом регулювання фаз газорозподілу VTEC і розподіленим уприскуванням потужністю 185 к.с. і 221 Нм.
У Європі кросовер отримав дизель 2.2 л i-DTEC потужністю 148 к.с. і 350 Нм (викид вуглекислого газу складе 149 г/км з шестиступінчастою «механікою» і системою старт/стоп). Другий двигун - бензиновий 2.0 л i-VTEC зі 148 к.с. і 193 Нм (з ним викид CO2 дорівнює 168 г/км для передньопривідного виконання).
У 2013 році до двигунів додався новий дизель об'ємом 1,6 літра потужністю 120 к.с. У варіанті з переднім приводом він буде викидати всього 99 г/км вуглекислоти.
На Паризькому автосалоні 2014 року представлено оновлений Honda CR-V, на автомобіль замість двигуна 2.2 л i-DTEC встановлюють новий турбодизель 1.6 л i-DTEC потужністю 160 к.с.
Оновлення проміжного циклу 2015 року торкнулися рестайлнга деталей комбінації приладів в передній та задній частині салону, разом з появою нових коліс. Також, новий образ автомобіля формують цілий ряд передових електронних систем безпеки, додаткове обладнання, та найважливіше - новий 4-циліндровий двигун, 2.4 л, потужністю 185 к.с. в поєднанні з варіатором, який вперше використовується в CR-V.
Економічність витрати палива цього автомобіля значно відстає від конкурентних моделей, особливо в порівнянні з Subaru Forester (9,05 л/100 км). Додавши систему безпосереднього вприскування та варіатор, економія витрати палива покращилася на 2 л. в порівнянні з версіями до 2015 року, які використовували 5-ступінчасту автоматичну трансмісію. Тепер середня витрата палива СРВ дорівнює 9,8 л/100 км.

### Двигуни
| Модель     | Код двигуна | Циліндри  | Об'єм     | Потужність                       | Крутний момент             | Vмакс      | Розгін, 0–100 км/год | Привід    | Роки випуску    |
| Бензинові  | Бензинові   | Бензинові | Бензинові | Бензинові                        | Бензинові                  | Бензинові  | Бензинові            | Бензинові | Бензинові       |
| ---------- | ----------- | --------- | --------- | -------------------------------- | -------------------------- | ---------- | -------------------- | --------- | --------------- |
| 2.0i       | R20A        | 4         | 1997 см³  | 110 kW (150 к.с.) при 6200 об/хв | 192 Нм при 4200 об/хв      | 190 км/год | 10,2 с               | 4WD       | з 08/2012       |
| 2.4i       | K24Z6       | 4         | 2354 см³  | 136 kW (185 к.с.) при 7000 об/хв | 220 Нм при 4300 об/хв      | 200 км/год | 10,7 с               | 4WD       | 08/2012-2015    |
| 2.4i       | K24W2       | 4         | 2356 см³  | 138 kW (188 к.с.) при 6400 об/хв | 245 Нм при 3900 об/хв      | 200 км/год | 10,0 с               | 4WD       | з 2015          |
| Дизельні   |             |           |           |                                  |                            |            |                      |           |                 |
| 1.6 i-DTEC | N16A        | 4         | 1597 см³  | 88 kW (120 к.с.) при 4000 об/хв  | 300 Нм при 2000 об/хв      | 182 км/год | 11,1 с               | 4WD       | з 08/2013       |
| 2.2 i-DTEC | N22B        | 4         | 2199 см³  | 110 kW (150 к.с.) при 4000 об/хв | 350 Нм при 2000-2750 об/хв | 190 км/год | 9,6 с                | 4WD       | 08/2012–12/2014 |
| 1.6 i-DTEC | N16A        | 4         | 1597 см³  | 118 kW (160 к.с.) при 4000 об/хв | 350 Нм при 2000 об/хв      | 197 км/год | 9,6 с                | 4WD       | з 01/2015       |

## П'яте покоління (2016-2022)

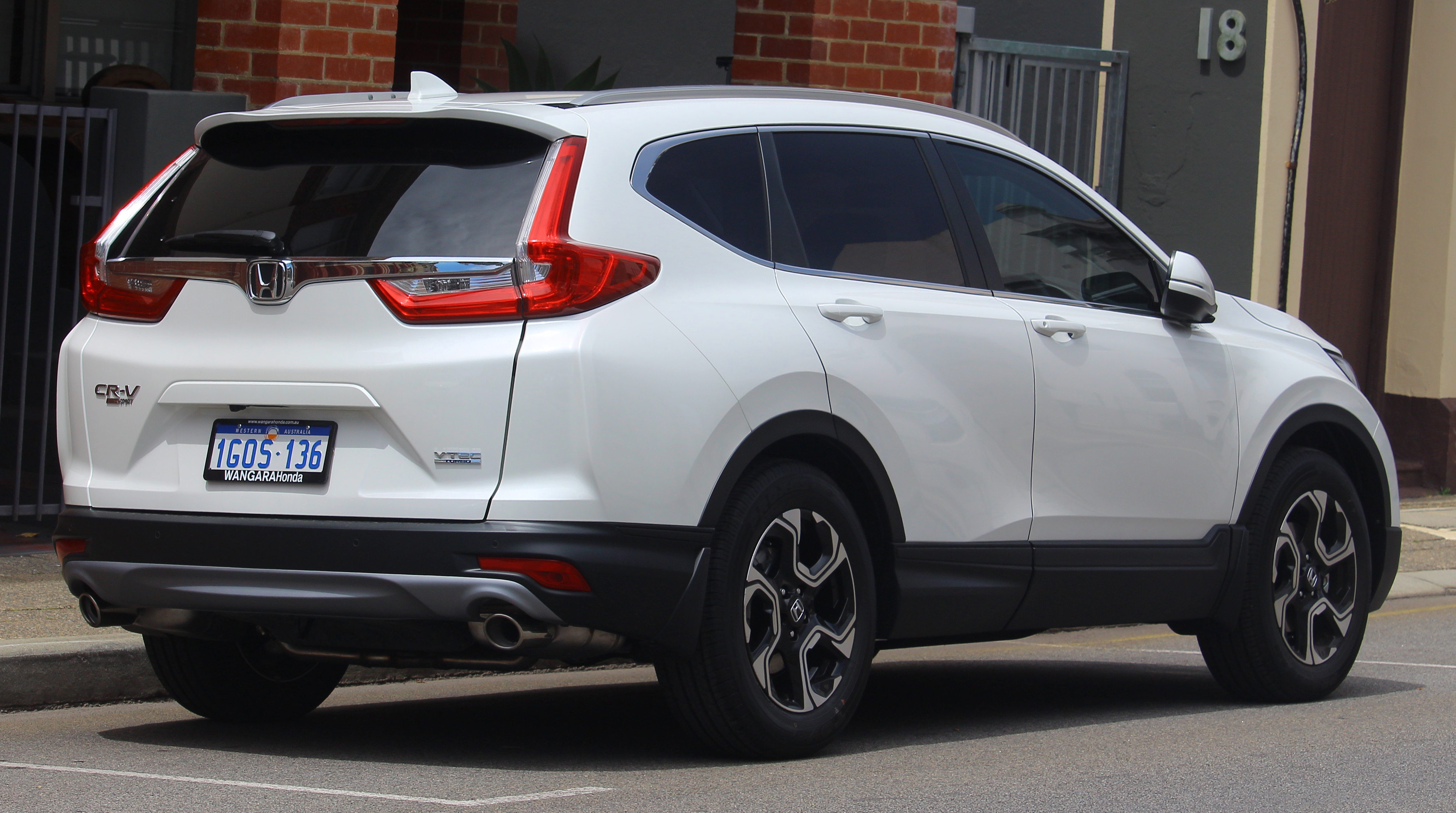
Honda CR-V 5

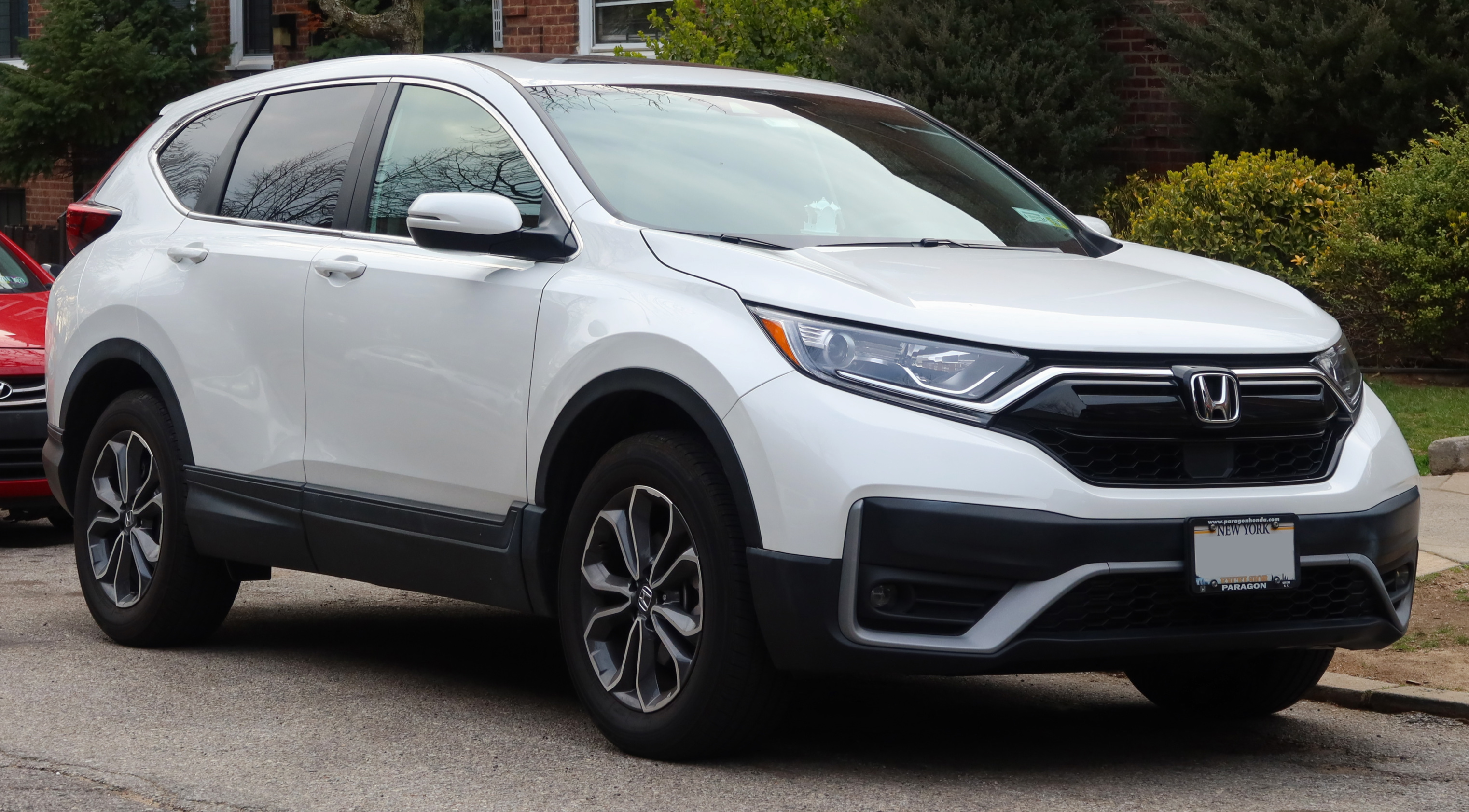
Honda CR-V 5 (2019-2022)

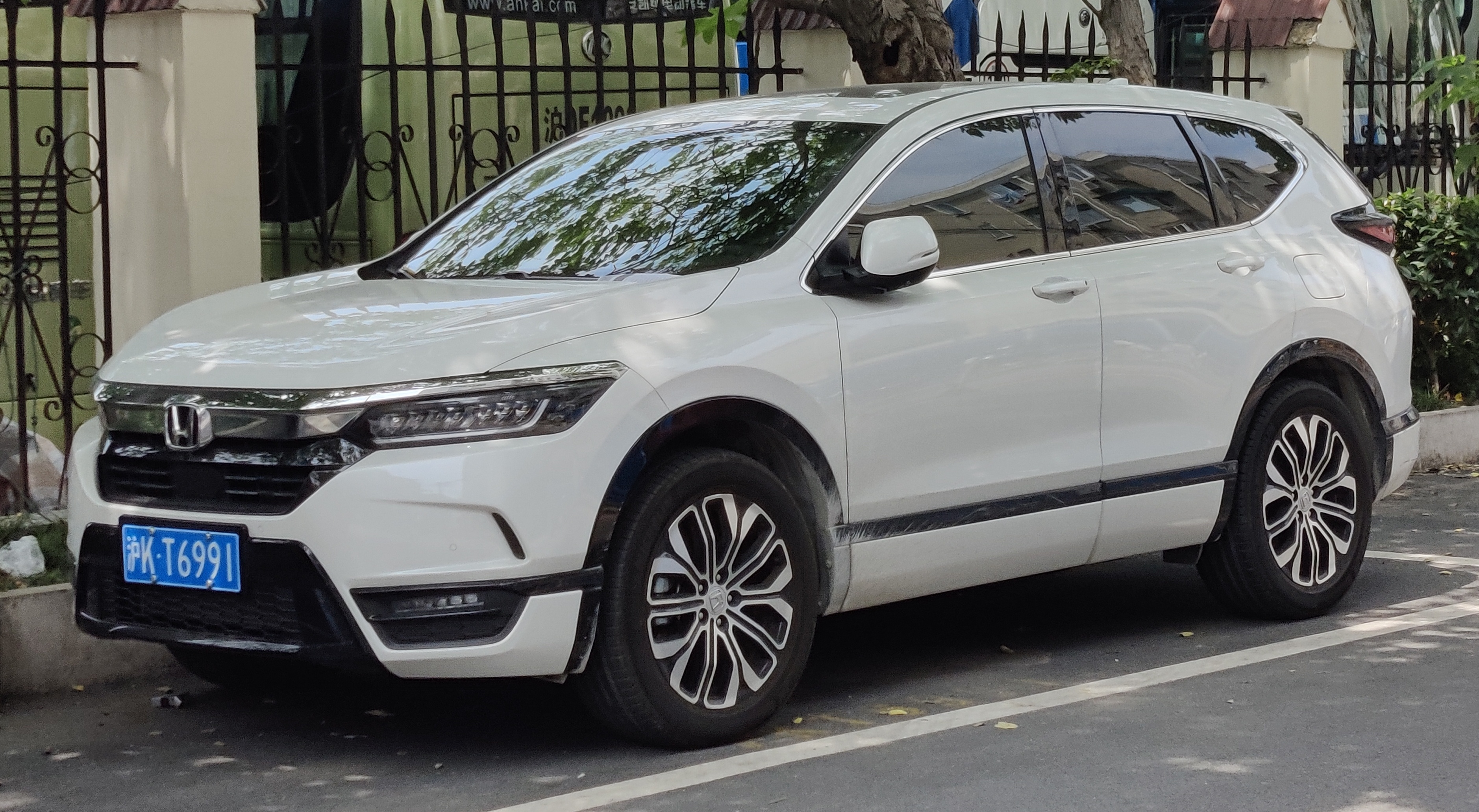
Honda Breeze (RY)

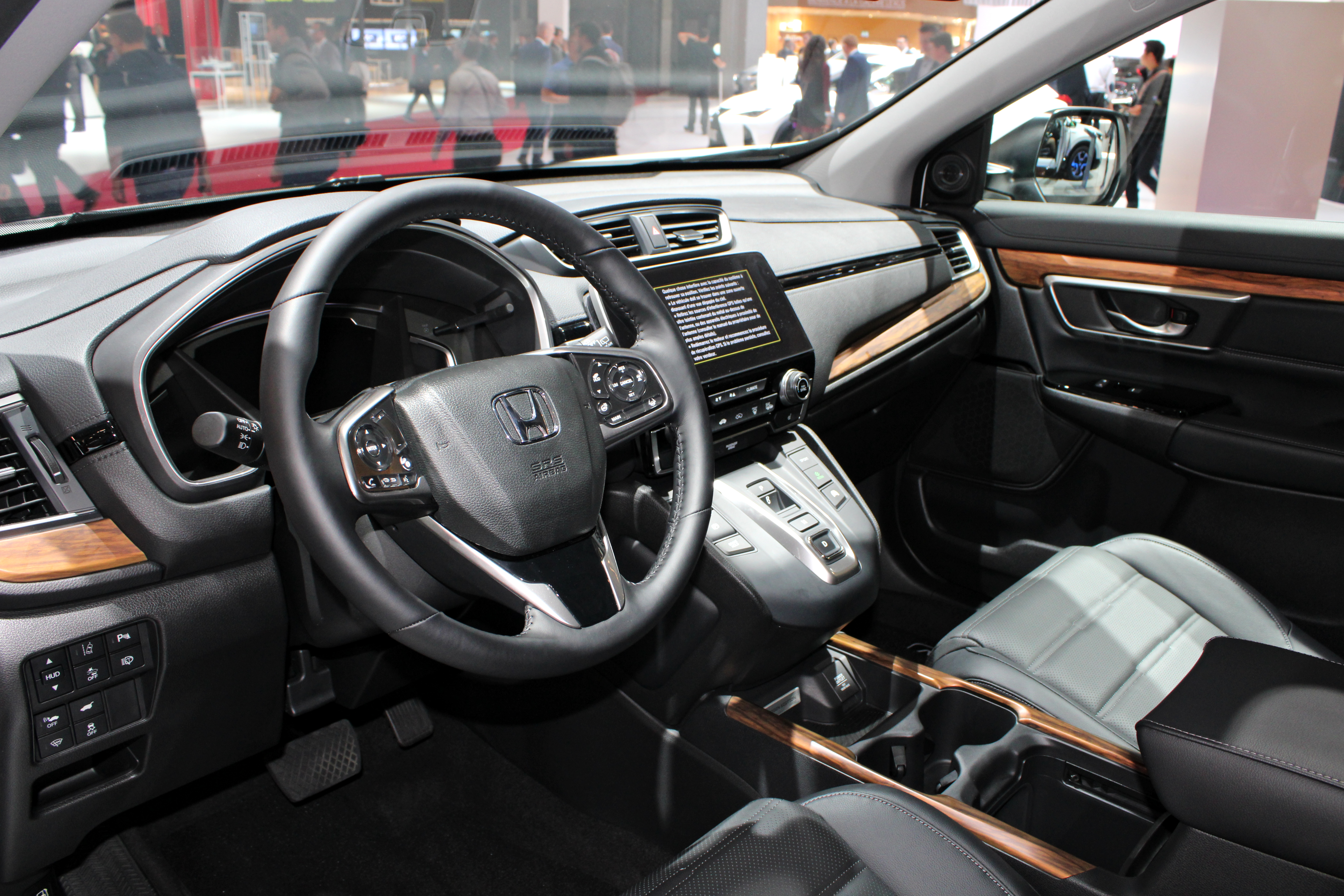
Салон

В Детройті в жовтні 2016 року дебютувало п'яте покоління Honda CR-V. Продажі почалися 21 грудня 2016 року. Автомобіль збудовано на базі Honda Civic 10-го покоління. Автомобіль комплектується переднім або повним приводом, 2,4 л бензиновим двигуном Earth Dreams потужністю 186 к.с. або 1,5 л турбодвигуном потужністю 193 к.с., що працюють в парі з варіатором CVT. Доступна також дизельна версія 1,6 л  i-DTEC потужністю 160 к.с., що працює з 9-ст. АКПП ZF 9HP.
Багажний відсік у тесті Honda CR-V в виявився одним з найбільших в класі — 589 літрів, при складеному другому ряді і завантаженні по дах — 1 669 літрів.
В оснащення Honda CR-V входять нова інформаційно-розважальна система з підтримкою Apple CarPlay і Android Auto, електропривод дверей багажника з системою безконтактного відкриття багажника, активні жалюзі в решітці радіатора і пакет систем безпеки Honda Sensing.
Honda CR-V доступна в чотирьох версіях: LX, EX, EX-L та Touring. Незалежно від вибраного рівня оснащення позашляховик комплектується  безступінчатим варіатором (CVT) та приводом на передні колеса. Привід 4х4 - опціональний.
18 вересня 2019 року представлена модернізована та гібридна версія.

### Двигуни
Бензинові
- 1,5 л i-VTEC turbo L15B7 I4  193 к.с. при 5600 об/хв 243 Нм
- 2,0 л i-VTEC K20A I4 150 к.с. при 6400 об/хв 190 Нм
- 2,4 л i-VTEC K24W I4 186 к.с. при 6400 об/хв 244 Нм
- 2,4 л i-VTEC K24V I4

Дизельні
- 1,6 л i-DTEC turbo N16A I4 160 к.с. при 4000 об/хв 350 Нм
- 1,6 л i-DTEC twin-turbo N16A I4

Гібридні
- 2,0 л i-VTEC LFA1 I4 145 к.с. 175 Нм + електродвигун з постійним магнітом ― 184 к.с. 315 Нм. Сумарна потужність 212 к.с.
- 2.0 л i-VTEC LFB-13 I4 (CR-V e:PHEV)

## Шосте покоління (з 2022)

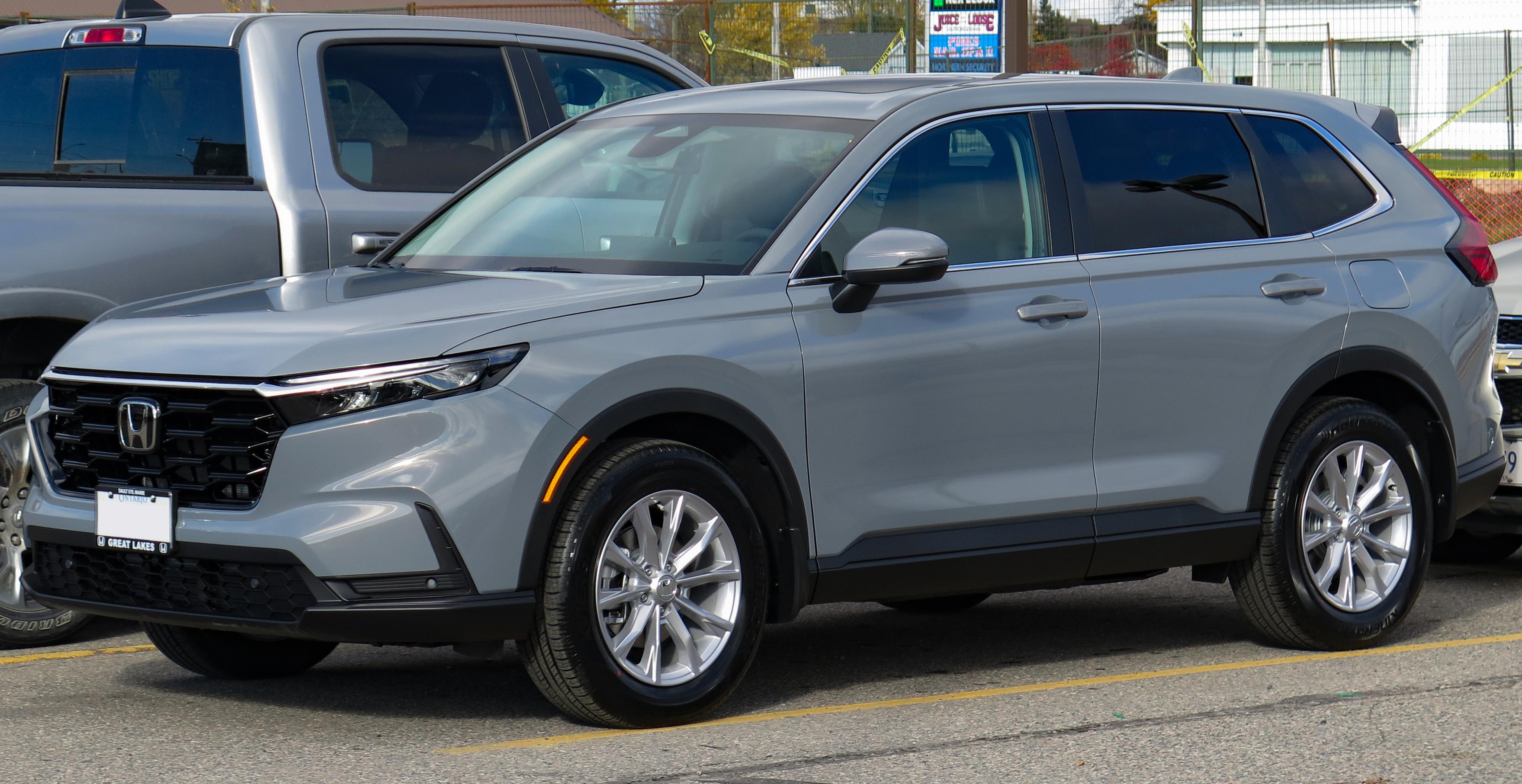
Honda CR-V EX-L

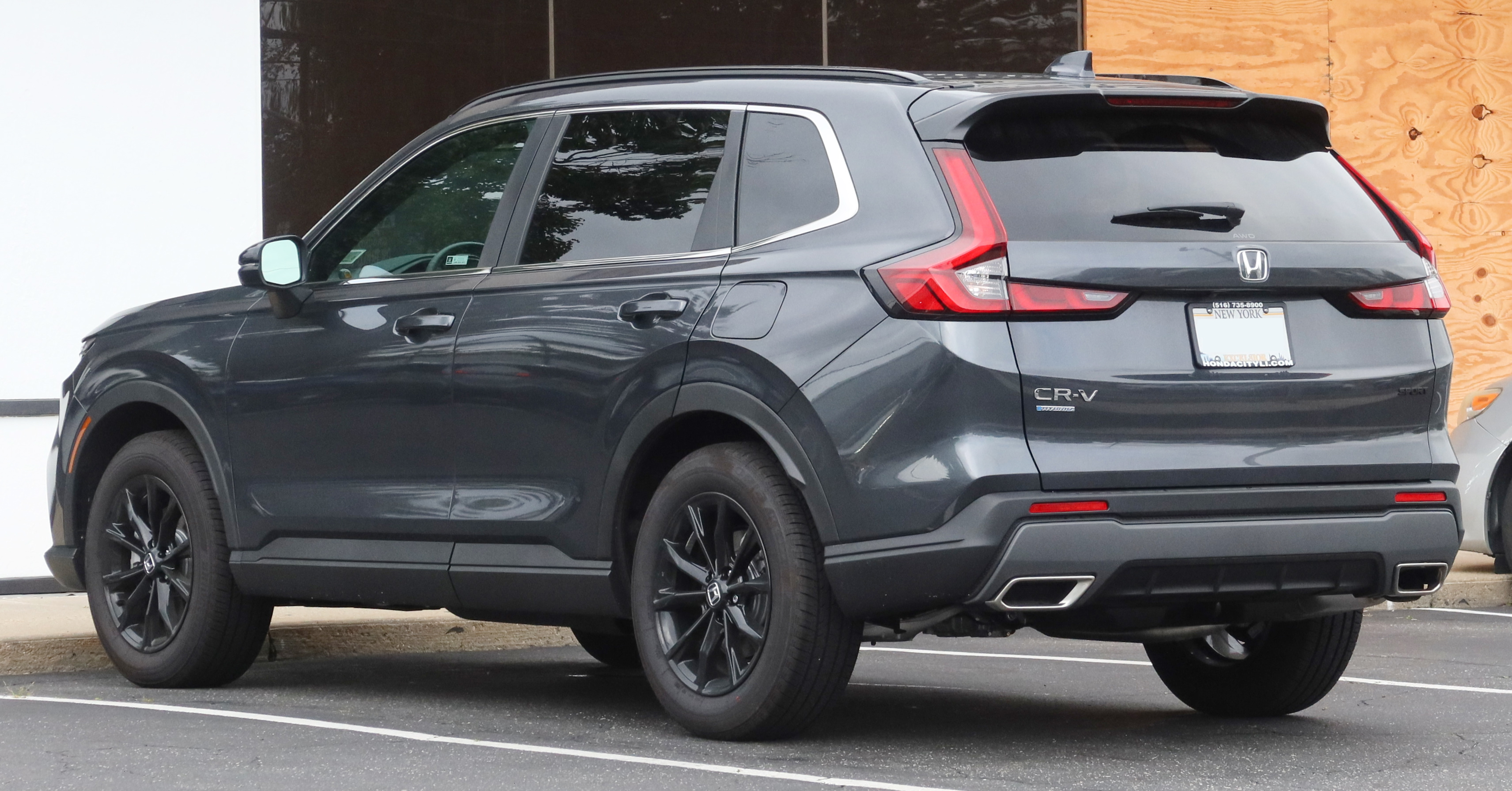
Honda CR-V Hybrid

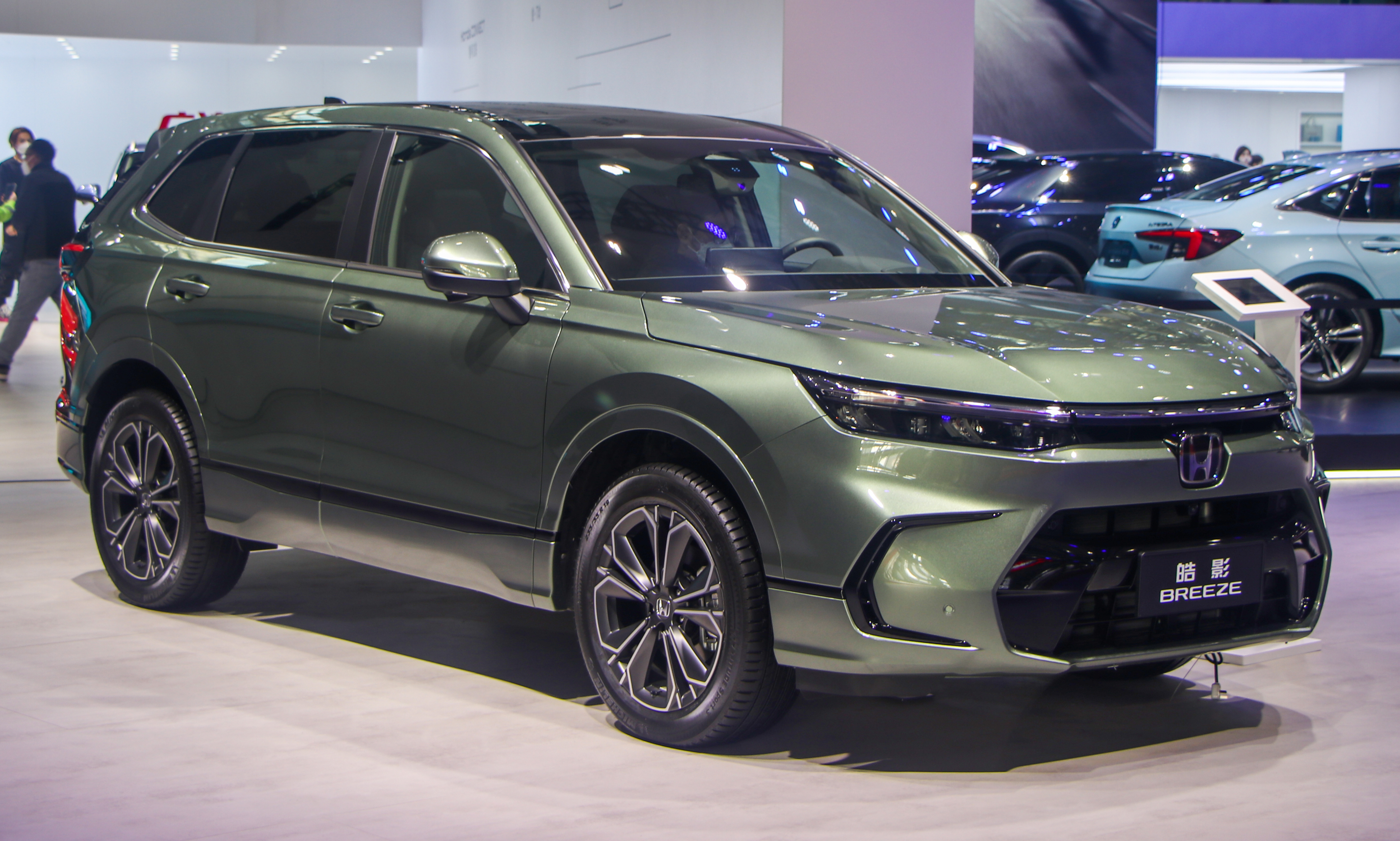
Honda Breeze (RS)

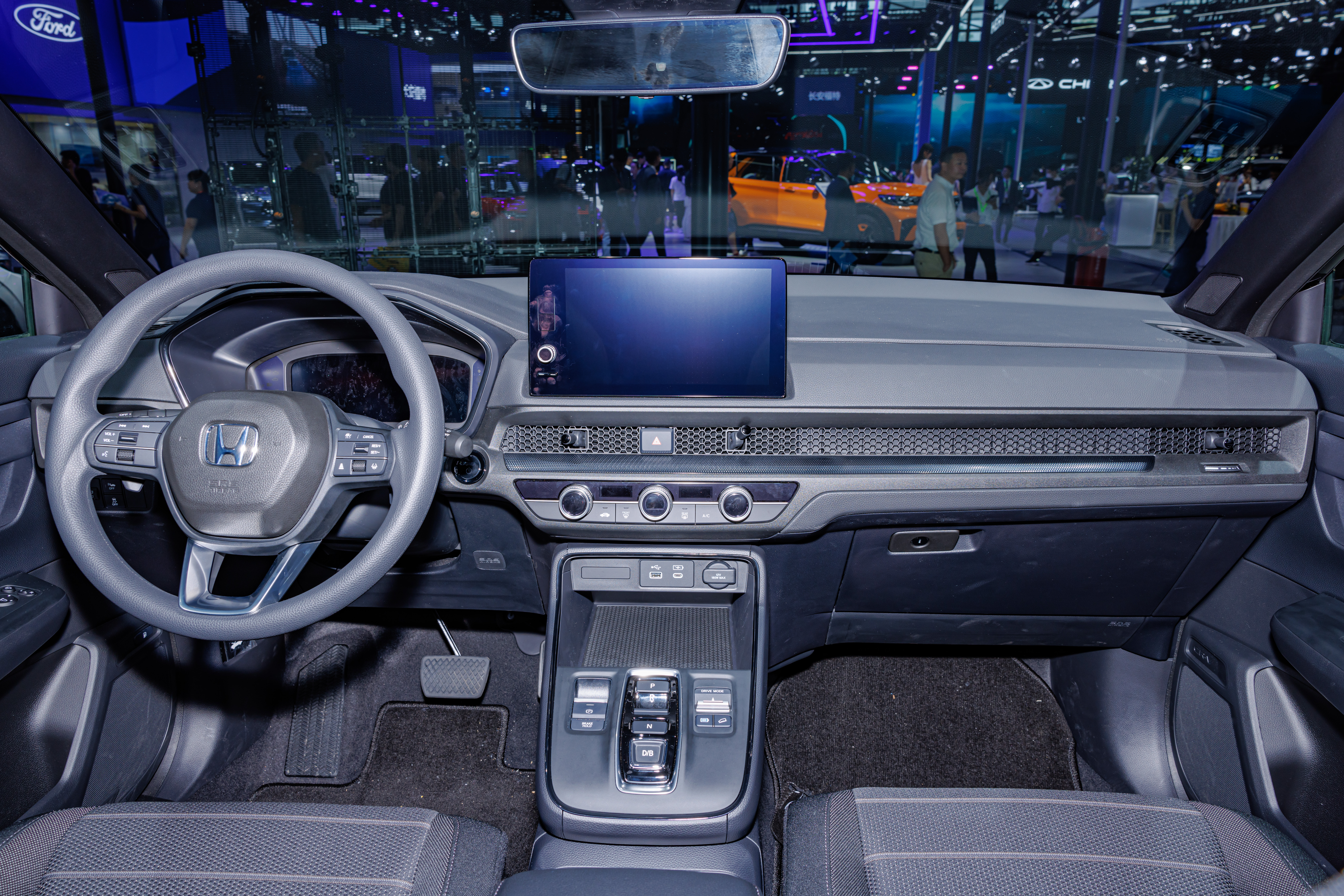

Шосте покоління CR-V було представлено 12 липня 2022 року. Північноамериканська модель пропонується в комплектаціях EX, EX-L, Sport і Sport Touring, у яких гібридна трансмісія є стандартною для двох останніх комплектацій. Автомобіль збудовано на платформі Honda Architecture (HA).
На відміну від попередніх поколінь, він не продається в Японії через низькі продажі моделі п'ятого покоління.
Honda CR-V 2025 пропонує вантажний простір об'ємом 1112 л.

### Двигуни
Бензиновий:
- 1.5 L L15BE turbo I4 (RS3/4)

Бензинові hybrid:
- 2.0 L LFB51 I4 (RS5/6)
- 2.0 L LFC1 I4 (e:HEV Європа/Китай)

Бензиновий plug-in hybrid:
- 2.0 L LFB51 I4 (e:PHEV)

## Продажі в США
| Рік  | Всього авто |
| ---- | ----------- |
| 1999 | 120,754     |
| 2000 | 118,260     |
| 2001 | 118,313     |
| 2002 | 146,266     |
| 2003 | 143,909     |
| 2004 | 149,281     |
| 2005 | 150,219     |
| 2006 | 170,028     |
| 2007 | 219,160     |
| 2008 | 197,279     |
| 2009 | 191,214     |
| 2010 | 203,714     |
| 2011 | 218,373     |
| 2012 | 281,652     |
| 2013 | 303,904     |
| 2014 | 335,019     |
| 2015 | 345,647     |